# Samsung Galaxy S III Mini
El Samsung Galaxy S III mini (GT-I8190) és un telèfon intel·ligent de gamma mitjana fabricat per Samsung, que disposa del sistema operatiu Android. Samsung que va anunciar la seva sortida al mercat a l'octubre de l'any 2012 i finalment va sortir al públic al novembre del mateix any. El model es va llançar en tres versions diferents: una sense capacitat NFC (I8190), una altra amb capacitat NFC (I8190N), i una altra edició per al mercat de Llatinoamèrica (I8190L).

## Característiques i especificacions
Té una pantalla Super AMOLED PenTile de 4" i un processador 1 GHz de doble nucli ARM Cortex-A9, a diferència del Samsung Galaxy S III, que posseeix un 1.4 GHz Quad-Core ARM Cortex-A9. El processador té la meitat de nuclis en el processador, ja que es va fabricar amb la idea de fer un terminal amb menys consum i més senzill, d'aquí els 0.4 GHz menys de freqüència de rellotge.
Posseeix 1 GB de memòria RAM i Connectivitat 2G/3G/HSPA.
Ve en 3 versions: una de 8 GB d'emmagatzematge, i l'altra del doble: 16 GB d'emmagatzematge, encara que admet una targeta de memòria microSD de fins a 32 GB (Expandible fins a 64 GB externs usant una ROM Cuinada) i la versió LTE amb major capacitat de ram (2gb) i permet connectivitat 4g (aquesta version tindrà actualització KitKat oficial).
La seva grandària és de 121.6 x 63 x 9.9 mm i el seu pes és de sol 111.5 grams.
Treballa amb una resolució de 800x480 (la mateixa que el Samsung Galaxy S II), però la pantalla és menor que el s. III, per la qual cosa la densitat de píxel és de 233 ppp (píxels per polzada).
De fàbrica ve instal·lat amb Android 4.1.2 (Jelly Bean). Samsung va anunciar que aquest dispositiu no s'actualitzarà a Android 4.4 (KitKat).
La seva bateria és de Li-Ió amb una capacitat de 1500 mAh, per a un màxim de 450 hores en espera en manera 2G, i 430 hores d'espera en manera 3G. El temps de parla que ens dona el dispositiu és d'un màxim de 14 hores i 10 minuts en manera 2G, i de 7 hores i 10 minuts en manera 3G.

## Funcions
Quant a funcions, té molta similitud amb Samsung Galaxy SIII. Exemple d'això aquesta la funció Pop Up Play, que permet veure un vídeo mentre l'usuari navega en Internet, a més de poder tenir la capacitat de veure 2 pàgines d'Internet al mateix temps, etc.
També ve amb la funció Direct Call, amb la qual cosa permet trucar mentre s'escriu un missatge a un dels contactes mitjançant portar el mòbil a cau d'orella i automàticament el Samsung Galaxy S III mini realitzarà la trucada.
A més compta amb el sistema S-Voice, que permet pràcticament "parlar" o enviar comandos de veu al mòbil. Compta amb la funció Smart Alert, i això permet que el mòbil avisi de qualsevol notificació: sigui de xarxes socials, de trucades, de missatges, etc.
Hi ha una versió que porta la tecnologia NFC (GT-I8190N) que porta la funció del S-Beam, amb la qual cosa es podrà compartir informació amb un altre Samsung Galaxy S III mini sol amb apropar els mòbils.
En el 2014, Samsung va donar a conèixer la llista de cel·lulars que seran actualitzats a la versió d'Android 4.4.2 en la qual aquest terminal s'inclou en aquesta llista.
Finalment, arribat maig de 2014, Samsung va actualitzar la llista de terminals que actualitzarien aquest mateix mes a Android 4.4.2, deixant fos al Samsung Galaxy S III i al Galaxy SIII mini a causa de problemes sense resoldre amb l'actualització, i al fet que posseeixen menys de 2GB de RAM.